# Азатьян, Армен Аршавирович
Армен Аршавирович Азатьян (1915, Варшава, Царство Польское, Российская империя — не ранее 1995) — советский биогеограф, экономикогеограф, специалист в области истории географии. Доктор географических наук, профессор Ташкентского ИНХ.
Ученик Е. П. Коровина.

## Биография
А. А. Азатьян родился 13 апреля 1915 года в Варшаве.
В 1937 году окончил Среднеазиатский государственный университет (САГУ) в Ташкенте по специальности биогеография.
В 1937—1941 работал учителем. Участвовал в Великой Отечественной войне 1941—1945. Лейтенант, награждён медалью «За победу над Германией в Великой Отечественной войне 1941—1945 гг.»
С 1945 — заведующий кафедрой экономической географии Ташкентского института народного хозяйства (Узбекская ССР).
1950 — кандидат географических наук.
1964 — доктор географических наук, профессор. Труды посвящены истории исследования Средней Азии, роли видных учёных в её изучении.
Заслуженный деятель науки Республики Узбекистан.

## Сочинения
- Н. А. Северцов — выдающийся исследователь природы Средней Азии (вторая половина XIX века). — Ташкент: Фан, 1956. — 176 с. (см. Северцов, Николай Алексеевич)
- А. П. Федченко — географ и путешественник / А. А. Азатьян. — М. : Географгиз, 1956. — 128 с. (см. Федченко, Алексей Павлович)
- Выдающиеся исследователи природы Средней Азии: (Вторая половина XIX в.). Ч. 1-2 / А. А. Азатьян; Под ред. проф. Л. Н. Бабушкина. — Ташкент: Фан, 1960—1966.
- Василий Фёдорович Ошанин (энтомолог и путешественник, 1844—1917): Очерки жизни и деятельности / Л. В. Ошанин, А. А. Азатьян. — М. : Географгиз, 1961. — 96 с. (см. Ошанин, Василий Фёдорович)
- Классический период в географическом познании Средней Азии. 1962.
- Географическое общество и его роль в изучении Средней Азии. 1969.
- История открытия и исследования Советской Азии / А. А. Азатьян, М. И. Белов, Н. А. Гвоздецкий и др. — М.: Мысль, 1969. — 536 с.
- Открытие Советской Азии. 1969.
- Докучаев — жизнь и научное творчество. 1970.
- Основные географические проблемы Средней Азии. 1975.
- Основные направления в географическом познании Средней Азии в советский период. 1976.